# 亨弗雷·亨特
亨弗雷·亨特（Humfrey Hunter），作家和文学代理人。他每周写下自己的故事和经历，成为了《伦敦文学》（London Lite）的男性约会专栏作家。该专栏已经持续了两年之久。他为飞镖选手安迪·福德姆（Andy Fordham）代写了自传《维京海盗》（The Viking）。该书已于2009年出版。亨弗雷还编有一本故事集，名为《我一生中最美好的日子》（The Best Day of My Life）。此前，他曾在《星期日泰晤士报》、《太阳报》和《伦敦标准晚报》等多家报社担任记者，并做过公关顾问和文学代理人。
- New book 'The Men Files' gives the fairer sex an insight into guys' thinking （页面存档备份，存于）